# Футбольный рейтинг
Футбольный рейтинг — система ранжирования национальных мужских сборных по футболу. Существует несколько разновидностей, отличающихся различными критериями подсчёта.
Известные в мире футбола рейтинги:
1. Рейтинг ФИФА.[1] Официальный рейтинг, исходя из которого ФИФА формирует «корзины» перед жеребьевками крупнейших международных турниров, в частности, чемпионата мира. За каждый матч командам начисляется определённое количество очков. Количество это не постоянное и зависит от разных факторов, например, статус матча (официальный или товарищеский) и текущий рейтинг соперника (за победу над более сильным оппонентом начисляется большее количество баллов). При расчёте рейтинга учитываются все результаты команды за 48 месяцев, предшествующих релизу.

1. Рейтинг УЕФА.[2] Официальный рейтинг, который используется УЕФА для проведения таких турниров, как Лига чемпионов УЕФА и Лига Европы, а также для определения представительских квот в еврокубках для национальных федераций. Учитывает только результаты матчей еврокубковых турниров. Результаты встреч в национальных чемпионатах и спаррингов в расчёт не идут. Данным рейтингом ранжируются не только клубы, но и национальные федерации.

1. Рейтинг ЭЛО.[3] Неофициальная система. В футбол пришла из шахмат. Расчёты максимально утяжелены, формула вычисления самая сложная и учитывает максимальное количество факторов. Это попытка найти чисто математическое решение проблемы. При этом внесены необъективные коэффициенты весомости разных турниров (как у ФИФА — на своё усмотрение). Главный минус: в формулу введён так называемый «ожидаемый результат», вроде того, что дают букмекеры. Любому континентальному или межконтинентальному турниру дан рейтинг 50 (выше только у финальной части чемпионата мира), что необъективно.

1. Неофициальный чемпионат мира.[4][5] Своеобразный статистический парадокс, согласно которому чемпионом мира объявляется команда, сумевшая в матче любого статуса одолеть предыдущего носителя данного титула. История определения чемпиона ведётся с 1872 года, когда был сыгран первый в истории футбола официальный матч национальных сборных. Данный рейтинг не претендует на объективность и серьёзность. «Чемпионами» по этой версии успели побывать Грузия, Зимбабве и КНДР. А действующий «чемпион» — Коста-Рика.

1. Международный футбольный рейтинг FOOTBALLTOP.[6] Данный рейтинг не учитывает реальных результатов матчей и формируется исходя из болельщицких предпочтений. С помощью рейтинга FOOTBALLTOP можно получить картину того, как велика поддержка того или иного клуба, игрока или сборной в среде любителей футбола. Объективность рейтинга FOOTBALLTOP подтверждена, к примеру, Белорусской федерацией футбола.[7]